# Alfred Mallwitz
Alfred Mallwitz (* 2. Oktober 1919 in Berlin; † 17. März 1986 in Vaterstetten) war ein deutscher Bauforscher.
Alfred Mallwitz machte 1939 das Abitur in Berlin-Steglitz. Im Zweiten Weltkrieg wurde er zur Wehrmacht eingezogen, konnte aber durch eine Beurlaubung im Jahre 1940 an der Universität Berlin Klassische Archäologie und Kunstgeschichte hören. Nach dem Krieg studierte er Architektur und schloss das Studium 1950 an der TU Berlin ab. Seit 1953 war er als Grabungsarchitekt bei der Olympiagrabung des Deutschen Archäologischen Instituts beteiligt. Im Jahr 1960 wurde er über die Werkstatt des Phidias in Olympia promoviert bei Ernst Heinrich an der TU Berlin. Von 1972 bis 1984 war er Grabungsleiter von Olympia. Er dokumentierte die großen Ausgrabungen im Stadion und initiierte dessen Rekonstruktion sowie zahlreiche Anastilosen wie an der Palästra, dem Heraion und dem Schatzhaus der Sikyonier. Von 1978 bis 1980 leitete er die große Grabung im Südostgebiet von Olympia.

## Schriften (Auswahl)
- mit Friedrich Wetzel, Erich Schmidt: Das Babylon der Spätzeit (= Wissenschaftliche Veröffentlichungen der Deutschen Orient-Gesellschaft. Band 62). Berlin 1957.
- mit Wolfgang Schiering: Die Werkstatt des Pheidias in Olympia (= Olympische Forschungen. Band 5). Band 1. De Gruyter, Berlin 1964.
- Olympia und seine Bauten. Prestel, München 1972, ISBN 3-7913-0320-1.
- mit Wolfgang Heyder: Die Bauten im Kabirenheiligtum bei Theben (= Das Kabirenheiligtum bei Theben. Band 2). De Gruyter, Berlin 1978, ISBN 3-11-005754-9.
- Größere Beiträge in den Olympiaberichten VIII–XI.
- Aufsätze zu Bassai, Milet, dem Kabirion von Theben und dem „Rundbau am dritten Horos“ im Kerameikos.